# ランポーニオ・ヴェルナ
ランポーニオ・ヴェルナ（イタリア語: Ramponio Verna）は、イタリア共和国ロンバルディア州コモ県アルタ・ヴァッレ・インテルヴィに属する分離集落（フラツィオーネ）。
かつては独立したコムーネであったが、2017年1月1日にペッリオ・インテルヴィ、ランツォ・ディンテルヴィと合併して新自治体の一部となった。

## 地理

### 位置・広がり
コモ県西部、ヴァル・ディンテルヴィ（インテルヴィ谷）に位置するコムーネ。県都コモから北へ20kmの距離にある。

#### 隣接コムーネ
隣接するコムーネは以下の通り。
- クライーノ・コノステノ
- ライーノ
- ランツォ・ディンテルヴィ
- ペッリオ・インテルヴィ
- ヴァルソルダ